# 橋本孤蔵
橋本 孤蔵（はしもと こぞう、1965年 - ）は、日本の漫画家。男性。栃木県出身。
浦沢直樹のアシスタントを経て漫画家デビュー。趣味はジャズレコード（7inch盤）の収集。大手レコード店のジャズコーナーでバイトしていたことがある。

## 作品リスト
- ブッダヘッド（原作：鷹匠政彦、『MANGAオールマン』1997年11号[1] - 、集英社、全2巻）
- 大吉蕎麦（原作：城戸レイ、日本文芸社、全1巻）
- 羽流音 -WEST COAST綺譚-（『ヤングテイオー』、ぶんか社、全2巻）
- 江戸前鮨職人きららの仕事
  - 江戸前鮨職人きららの仕事（原作：早川光、『MANGAオールマン』2002年10号[1] - →『スーパージャンプ』、集英社、全16巻）
  - 江戸前鮨職人きららの仕事 ワールドバトル（原作：早川光、『スーパージャンプ』、集英社、全7巻）
  - 渡職人残侠伝 慶太の味（原作：早川光、『オースーパージャンプ』2006 August[1] - →『スーパージャンプ』→『オースーパージャンプ』、集英社、全4巻） - 『まんぷくジャンプ』にも掲載[2]。
- 味師銀平妖刀伝 （原作：ビッグ錠、日本文芸社、全1巻）
- 病葉流れて -泡沫の闘牌- （原作：白川道、脚本：須田良規、『近代麻雀』、竹書房、全2巻）
- ジャズ漫画「孤蔵の仕事」（JAZZ PERSPECTIVE、ディスクユニオン）連載中
- 鬼役（原作：坂岡真、『コミック乱ツインズ』2013年6月号[3] - 連載中、リイド社、既刊24巻）

## 師匠
- 浦沢直樹[1]